# Collegio uninominale Puglia - 01 (Camera dei deputati 2017)
Il collegio elettorale uninominale Puglia - 01 è stato un collegio elettorale uninominale della Repubblica Italiana per l'elezione della Camera dei deputati tra il 2017 ed il 2022.

## Territorio
Come previsto dalla legge elettorale italiana del 2017, il collegio era stato definito tramite decreto legislativo all'interno della circoscrizione Puglia.
Era formato dalla maggior parte del territorio del comune di Bari (quartieri Carrassi, San Pasquale, Mungivacca, Japigia, Torre a Mare, San Giorgio, Libertà, Marconi - San Girolamo - Fesca, Madonnella, Murat, San Nicola, Picone e Poggiofranco).
Il collegio era parte del collegio plurinominale Puglia - 01.

## Eletti
| Elezione | Elezione | Deputato        | Partito             |
| -------- | -------- | --------------- | ------------------- |
|          | 2018     | Paolo Lattanzio | Movimento 5 Stelle  |
|          | 2020     | Paolo Lattanzio | Misto               |
|          | 2020     | Paolo Lattanzio | Partito Democratico |

## Dati elettorali

### XVIII legislatura
Come previsto dalla legge elettorale, 232 deputati erano eletti con sistema a maggioranza relativa in altrettanti collegi uninominali a turno unico.
| Candidati              | Candidati                 | Voti    | %     | Liste                    | Voti    | %     |
| ---------------------- | ------------------------- | ------- | ----- | ------------------------ | ------- | ----- |
|                        | Paolo Lattanzio ✔️ Eletto | 51 935  | 43,28 | Movimento 5 Stelle       | 51 935  | 43,28 |
|                        | Antonella Roselli         | 32 194  | 26,83 | Forza Italia             | 19 674  | 16,39 |
| Lega                   | Antonella Roselli         | 32 194  | 26,83 | 5 978                    | 4,98    |       |
| Fratelli d'Italia      | Antonella Roselli         | 32 194  | 26,83 | 5 037                    | 4,20    |       |
| Noi con l'Italia - UDC | Antonella Roselli         | 32 194  | 26,83 | 1 505                    | 1,25    |       |
|                        | Marco Lacarra             | 23 300  | 19,42 | Partito Democratico      | 19 215  | 16,01 |
| +Europa                | Marco Lacarra             | 23 300  | 19,42 | 2 821                    | 2,35    |       |
| Italia Europa Insieme  | Marco Lacarra             | 23 300  | 19,42 | 881                      | 0,73    |       |
| Civica Popolare        | Marco Lacarra             | 23 300  | 19,42 | 383                      | 0,32    |       |
|                        | Michele Laforgia          | 8 862   | 7,38  | Liberi e Uguali          | 8 862   | 7,38  |
|                        | Bassem Jarban             | 1 452   | 1,21  | Potere al Popolo!        | 1 452   | 1,21  |
|                        | Antonio Caradonna         | 800     | 0,67  | CasaPound                | 800     | 0,67  |
|                        | Vito Loporcaro            | 638     | 0,53  | Il Popolo della Famiglia | 638     | 0,53  |
|                        | Irene Notarnicola         | 354     | 0,29  | Partito Comunista        | 354     | 0,29  |
|                        | Roberta Dispoto           | 275     | 0,23  | 10 Volte Meglio          | 275     | 0,23  |
|                        | Giuseppe Dioguardi        | 196     | 0,16  | PRI - ALA                | 196     | 0,16  |
| Totale                 | Totale                    | 120 006 | 100   |                          | 120 006 | 100   |
|                        |                           |         |       |                          |         |       |
| Voti non validi        | Voti non validi           | 3 271   | 2,65  |                          |         |       |
| Votanti                | Votanti                   | 123 277 | 68,71 |                          |         |       |
| Elettori               | Elettori                  | 179 414 |       |                          |         |       |